# Володин, Алексей Сергеевич
Алексе́й Сергеевич Володин (род. 17 июня 1977, Ленинград) — российский пианист, эксклюзивный артист фирмы Steinway&Sons.

## Биография
Алексей Володин родился в Ленинграде 17 июня 1977 года.
Начал заниматься музыкой с девяти лет в вечерней музыкальной школе. Переехав в Москву в 1987 году, поступил в ДМШ № 21 (класс И. А. Чаклиной), а затем в Московскую среднюю специальную музыкальную школу имени Гнесиных (класс Т. А. Зеликман).
В 1999 году с отличием окончил Московскую государственную консерваторию имени П. И. Чайковского по классу Элисо Вирсаладзе, а в 2001 году под её же руководством — аспирантуру, после чего был принят в Международную фортепианную академию, основанной фондом Theo Lieven (Комо, Италия), где стажировался в 2001—2002 г.
Ещё в годы учебы Алексей Володин стал лауреатом нескольких международных конкурсов: Paloma O’Shea, Santander (Испания, 1998); Sydney International piano Competition (Австралия, 2000) — и победителем конкурсов Ennio Porrino, Cagliari (Италия, 2001), но особую известность он приобрёл после победы на Международном конкурсе Geza Anda, Цюрих (Швейцария, 2003), которая принесла музыканту ряд ангажементов в пианистических сериях и выступлений с известными оркестрами — с цюрихским оркестром Tonhalle, Государственным академическим Большим симфоническим оркестром им. П. И. Чайковского, Венским камерным оркестром, филармоническим оркестром Северо-германского радио (NDR), Национальным оркестром Капитолия Тулузы и другими.
Концерты Алексея Володина проходят с успехом на крупнейших сценах мира: Концертгебау (Амстердам), Тонхалле (Цюрих), Линкольн-центр (Нью-Йорк), Театр Елисейских полей (Париж), Барселонский Дворец музыки, Берлинская филармония, Альте-опер (Франкфурт), Вигмор Холл (Лондон), Геркулес-зал и культурный центр Гаштайг (Мюнхен), Концертхаус (Вена), Ла Скала и Зал Верди (Милан), Сиднейская опера, Сантори-холл (Токио), Муниципальный театр Сантьяго, Большой зал Московской консерватории и др.
Музыкант выступает со многими известными оркестрами, среди которых Нью-Йоркский филармонический оркестр, Лондонский симфонический оркестр, Лейпцигский оркестр Гевандхауз, Филармонический оркестр Ла Скала, Симфонический оркестр Японского радио и телевидения (NHK), Симфонический оркестр России, Оркестр Мариинского театра, Российский национальный оркестр, Оркестр Романской Швейцарии, Цюрихский оркестр Тонхалле и Национальный оркестр Франции; с пианистом сотрудничают такие дирижёры, как Вероника Дударова, Валерий Гергиев, Владимир Федосеев, Василий Синайский, Михаил Плетнев, Лорин Маазель, Риккардо Шайи, Дэвид Цинман, Герд Альбрехт, Карло Рицци, Семен Бычков и Марек Яновский.
Алексей Володин принимает участие в таких международных фестивалях и пианистических сериях, как Фестиваль Радио Франции, Фестиваль в Ла Рок Д' Антерон (Франция), Фестивали в Вербье и Люцерне (Швейцария), Фортепианный фестиваль в Руре (Германия), фестиваль «Звезды белых ночей» (Санкт-Петербург), Пасхальный фестиваль, World pianist series (Великобритания), Meesterpianisten (Нидерланды).
Алексей Володин продолжает активно расширять репертуар, значительное место в котором уже занимают произведения Моцарта, Гайдна, Бетховена, Шумана, Шопена, Равеля, Чайковского, Рахманинова, Стравинского, Прокофьева, Капустина, а также более 40 фортепианных концертов.
Дискография пианиста включает записи Шопена, Скрябина, Равеля, Шумана, Бетховена, Чайковского, Рахманинова под лейблами Live Classics (Германия), ABC Classics (Австралия) и Challenge Records (Нидерланды).
В 2012 году пианист стал членом жюри Международного конкурса Geza Anda (Цюрих, Швейцария).
В настоящее время Алексей Володин проживает в Испании; генеральный менеджмент артиста осуществляет крупнейшее европейское агентство Harrison&Parrot (Великобритания).

## Дискография
- Sergei Rachmaninov — Piano Works
- Miroirs
- Frederic Chopin — Piano works
- Beethoven: Sonatas op. 109, E-dur & op. 106, B-dur («für das Hammerklavier»)
- Beethoven: Sonata c-moll op. 111; Rachmaninov: 6 Moments musicaux op. 16; Prokofiev: Sonata no. 7 op. 83
- TCHAIKOVSKY; STRAVINSKY